# Kirche Paitzdorf

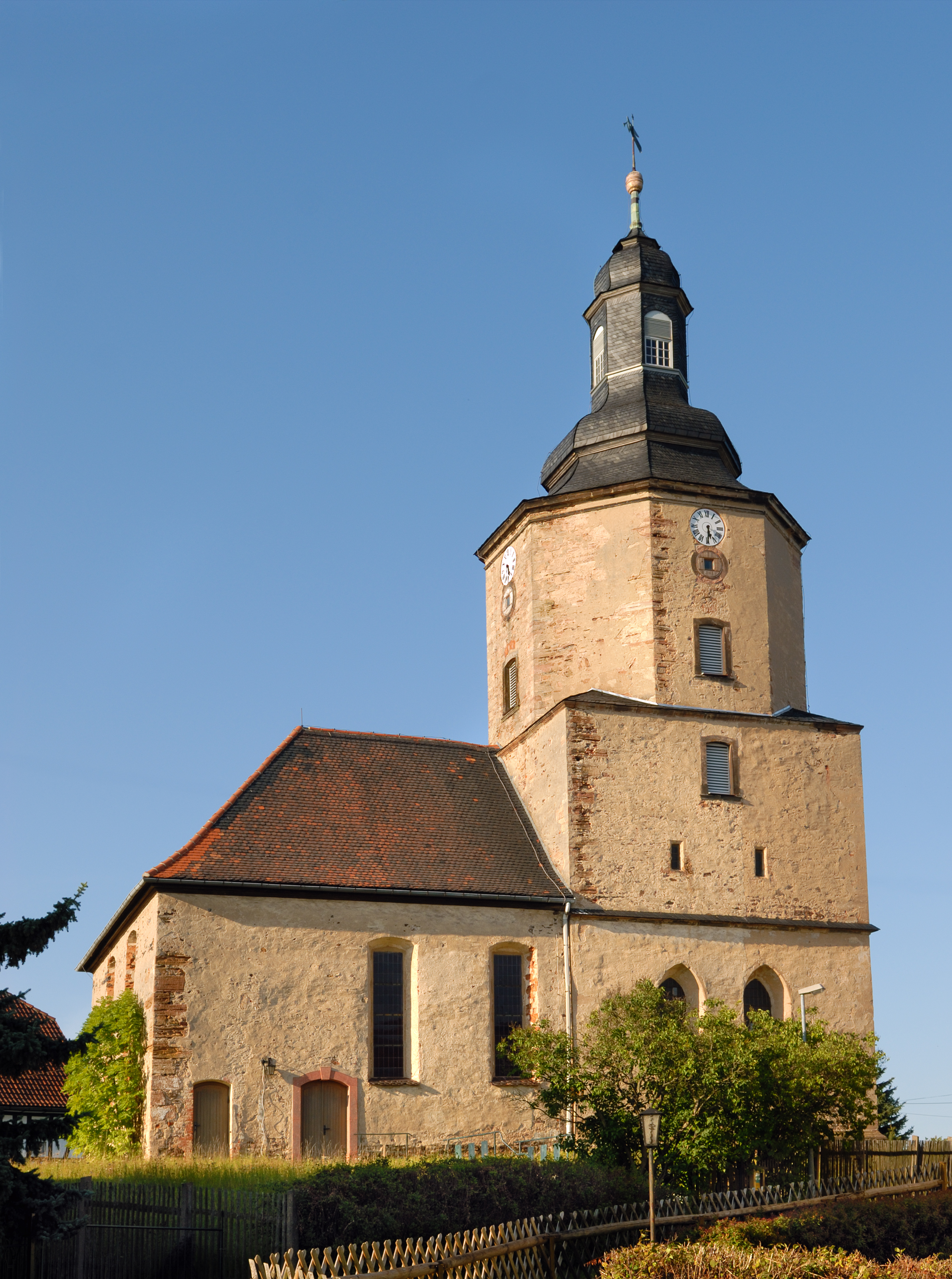
Kirche Paitzdorf

Die evangelisch-lutherische, denkmalgeschützte Kirche Paitzdorf steht in Paitzdorf, einer Gemeinde im thüringischen Landkreis Greiz. Die Kirchengemeinde Paitzdorf gehört zum Pfarrbereich Ronneburg im Kirchenkreis Altenburger Land der Evangelischen Kirche in Mitteldeutschland.

## Beschreibung
Das Kirchenpatronat wurde 1302 durch Heinrich I., den Vogt von Plauen, dem Kloster Cronschwitz zugewiesen. Von der heutigen Saalkirche ist nur der längsrechteckige Chorturm spätgotisch. Die Maßwerkfenster im Chor gingen verloren. An der Nordseite des Turms wurde die Sakristei angegliedert, die mit einem Kreuzgratgewölbe bedeckt ist. Ihre Tür hat einen Kragsturzbogen. 1774/75 erfolgte ein Umbau des Kirchenschiffs. Das oberste Geschoss des Turms ist achteckig. Es ist seit 1793 bedeckt mit einer schiefergedeckten geschwungenen Haube, auf der eine Laterne mit Turmkugel sitzt. Beim abgewalmten Satteldach des Kirchenschiffs musste die Schieferdeckung durch Dachziegel ersetzt werden.
Der Innenraum hat dreiseitige Emporen und ist mit einer voutenförmigen Decke überspannt. Die letzte umfangreiche Umgestaltung fand 1969 statt. Das zweite Geschoss der Emporen an den Langseiten wurde abgebrochen. Die Kanzel ist mit Jesus Christus und den Evangelisten bemalt. Der Schalldeckel befindet sich an der Südseite des Triumphbogens, der den Chor mit dem Kirchenschiff verbindet, er trägt die Jahreszahl 1787. Drei neue Glocken kamen 1969 nach Paitzdorf. Sie sind 1959 von Schilling in Apolda gegossen worden und waren eigentlich für die Kirche in Culmitzsch gedacht, das für den Uranabbau weichen musste.
Die Orgel mit 16 Registern, verteilt auf 2 Manuale und Pedal, wurde 1755 von Christian Gottlob & Gotthold Heinrich Donati gebaut. Sie wurde 1862 umdisponiert und auf die Chorempore umgesetzt.